# Acalolepta buruana
Acalolepta buruana là một loài bọ cánh cứng trong họ Cerambycidae.